# Аксьонов Сергій Валерійович
Сергі́й Вале́рійович Аксьо́нов (рос. Сергей Валерьевич Аксёнов; нар. 26 листопада 1972, Бєльці, Молдавська РСР, СРСР також відомий як Гоблін) — російський політик, український колабораціоніст із Росією, самопроголошений прем'єр-міністр тимчасової російської окупаційної влади в Автономній республіці Крим з 27 лютого 2014. «Голова» т. зв. Республіки Крим з 9 жовтня 2014, з 17 березня 2014 — голова Ради міністрів «Республіки Крим» у складі тимчасово окупованого суб'єкта РФ. Депутат Верховної Ради Автономної Республіки Крим (з 31 жовтня 2008 по 17 березня 2014). Член вищої ради партії «Єдина Росія». Колишній лідер проросійської партії в Криму "Руська єдність" (2008—2014).
У кримінальних колах відомий як «Гоблін». Фігурант санкційних списків Євросоюзу.

## Життєпис
Народився 26 листопада 1972 у місті Бєльці у північній частині Молдови. Закінчив школу зі срібною медаллю. У 1989–1993 навчався у Сімферопольському вищому військово-політичному будівельному училищі. У 1993–1998 рр. був заступником директора кооперативу «Еллада». З жовтня 1998 по 2001 рр. заступник директора ТОВ «Астерікс». З квітня 2001 р. заступник директора ТОВ «Фірма Ескада».
Протизаконну діяльність почав учасником злочинного угруповання «Греки». В середині 1990-х проходив у міліцейських оперативних базах як учасник злочинного угруповання «Сейлем» на прізвисько Гоблін.
10 січня 2003 отримав громадянство Росії.
З 2008 р. член громадських організацій «Російська громада Криму» (рос. Русская община Крыма) і «Громадянський актив Криму» (рос. Гражданский актив Крыма).
У 2009 увійшов до правління «Громадянського активу Криму», став співголовою Координаційної ради «За російську єдність у Криму» (рос. «За русское единство в Крыму») і очолив Всекримський суспільно-політичний рух «Російська єдність», у який увійшли такі проросійські організації республіки як «Російська громада Криму», «Громадянський актив Криму» і Кримська республіканська організація партії «Російський блок».
Лідер політичної партії «Російська єдність» (рос. «Русское единство»), заснованої у 2008. На виборах до Верховної Ради АР Крим 2010 «Російська єдність» набрала 4,02 % голосів та отримала 3 депутатських крісла.
27 лютого 2014, після усунення Януковича з посади Президента внаслідок Євромайдану, у захопленій озброєними автоматичною зброєю та гранатометами невідомими особами будівлі Верховної Ради АР Крим, з піднятим над будинком прапором Росії, його було незаконно проголошено новим прем'єр-міністром «республіки». Генпрокуратура України звинуватила його у злочині проти держави та у посяганні на територіальну цілісність України.
Підписав Договір про анексію Криму. Меджліс кримськотатарського народу називає групою провокаторів.

### Голова «Республіки Крим»
11 квітня 2014-го так окупаційна влада у вигляді так званої «Рада Республіки Крим» запропонувала Путіну кандидатуру Аксьонова для голови «Республіки».
17 вересня 2014 Путін запропонував Держраді кандидатуру Аксьонова для обрання на посаду голови Республіки.
9 жовтня 2014 р. Аксьонова обрали «головою республіки» на 5 років.
В 2023 році разом з Костянтином Пікаловим заснував ПВК «Конвой», яка діє переважно в Африці.

## Координація дій сепаратистів на Донбасі
У відкриті джерела просочились записи розмов Аксьонова з Гіркіним, у яких він виступає посередником між російськими терористами та Кремлем у справі постачання озброєнь для т. зв. «армії ДНР», зокрема надання російським керівництвом «Бука», використаного пізніше для збиття малазійського «Боїнга-777».

## Кримінальне переслідування в Україні
У березні 2014 року у відношенні Аксьонова було порушено кримінальне провадження в частині 1 статті 109 КК України (насильницьку зміну чи повалення конституційного ладу або захоплення державної влади). 4 березня окружний адміністративний суд Києва задовольнив клопотання про визнання протиправними та скасування рішень Верховної Ради Криму про призначення Сергія Аксьонова на посаду голови Ради міністрів, а 5 березня Шевченківський райсуд Києва ухвалив затримати Сергія Аксьонова.
13 квітня 2016 року Печерський районний суд Києва дав дозвіл на затримання Сергія Аксьонова за підозрою в скоєнні злочину, передбаченого ч. 5 ст. 191 (привласнення, розтрата майна або заволодіння ним шляхом зловживання службовим становищем) Кримінального кодексу України.
23 червня 2016 року Генеральна прокуратура України викликала на допит 29 червня Сергія Аксьонова, опублікувавши повістку в українській урядовій газеті «Урядовий кур'єр».

## Міжнародні санкції

Країни, де Аксьонов потрапив під санкції

17 березня 2014 США ввели персональні санкції проти переліку осіб які загрожують миру, безпеці, стабільності, суверенітету, та територіальній цілісності України, та за підрив демократичних інститутів і процесів в Україні. В цьому списку спеціально позначених громадян і заблокованих осіб є і Сергій Аксьонов.
17 березня 2014 Аксьонов також потрапив під санкції Канади та ЄС.
22 лютого 2022 року був доданий до санкційного списку Швейцарії.
18 листопада 2023 року Аксьонов був доданий до санкційного списку України.

## Зв'язок з криміналом
22 грудня 2009 на пресконференції в Сімферополі заступник голови Верховної Ради Автономної Республіки Крим Михайло Бахарєв оприлюднив інформацію, згідно з якою Сергій Аксьонов в 1990-ті був причетний до організованого злочинного угрупування «Сейлем», в котрому перебував під прізвиськом «Гоблін». При цьому Михайло Бахарєв процитував уривки з оперативно-пошукової справи УБОЗ ГУ МВС України в Автономній Республіці Крим, які були опубліковані в Інтернеті. Він також заявив про причетність «Русского єдінства» до рейдерського захоплення автовокзалу в Сімферополі, ряду житлових будинків, євпаторійського санаторію «Іскра» для дітей, хворих на церебральний параліч, спроба захоплення санаторію «Горноє солнце».

## Погляди
Відомий своїми гомофобними заявами. Притримується православно-монархічних поглядів.

## Сім'я
Одружений, має дочку та сина.
Батько — Аксьонов Валерій Миколайович З 19 вересня 2014 року — «депутат» так званої «Державної ради Республіки Крим першого скликання», член партії «Единая Россия», у 2014 році нагороджений медаллю «За защиту Республики Крым»
Дружина — Аксьонова Олена Олександрівна член вищих керівних органів партії «Единая Россия».
Дочка — Манусова (Аксьонова) Крістіна Сергіївна член вищих керівних органів партії «Единая Россия».
Зять — Манусов Данило Романович
Син — Аксьонов Олег Сергійович — співвласник ТОВ «МОРО МАРЕ»

## Курйози
Після катастрофічних злив у Криму в червні 2021 в мережах з'явилось відео кількох охоронців Аксьонова, які пливуть за невеликим моторним човном, у якому сам Аксьонов «оглядає» місця затоплень, і в якому їм не знайшлося місця.